# Penisola Kiperort
La penisola Kiperort (in lingua russa Киперорт) si trova nella parte settentrionale del golfo di Finlandia, in Russia, nella parte occidentale dell'istmo careliano. Amministrativamente fa parte del Vyborgskij rajon dell'oblast' di Leningrado, nel Circondario federale nordoccidentale. 
Dopo che il Granducato di Finlandia aveva ottenuto l'indipendenza nel 1917, la penisola fu chiamata Kojvisto (dal finlandese Koivisto, in italiano "betulla"). Nel 1944, la penisola divenne parte dell'Unione Sovietica e nel 1948 fu ribattezzata Kiperort.

## Geografia
La penisola si estende per una lunghezza di 18 km, delimitando a sud-ovest la baia di Vyborg. È bagnata a est dalle acque della baia Ključevskaja (Ключевская бухта) e a sud-ovest da quelle dello stretto B'ërkezund (Бьёркезунд; in svedese: Björkösund). Sul lato nord-orientale si trova un'ampia baia, la Zametnaja (бухта Заметная). Sulla punta della penisola si trova il lago Bol'šoe (озеро Большое), che ha una lunghezza di ca. 1,2 km per una larghezza di 200 m. Il punto più settentrionale della penisola è capo Letnij (мыс Летний). Le maggiori isole adiacenti sono Lisij (a est), Severnyj Berëzovyj (a sud-ovest), Vichrevoj e Igrivyj (a nord).
La parte settentrionale della penisola è occupata dalla "Riserva del complesso naturale statale Vyborgskij".
Alla base della penisola si trovano i villaggi di Manola (Манола), sulla costa sud-occidentale, e Pribylovo (Прибылово), a nord-est. Lungo la costa sud-occidentale si trovano gli insediamenti di Vjazy (Вязы) e Godunovka (Годуновка); lungo la costa nord-orientale Kamenka (Каменка). 

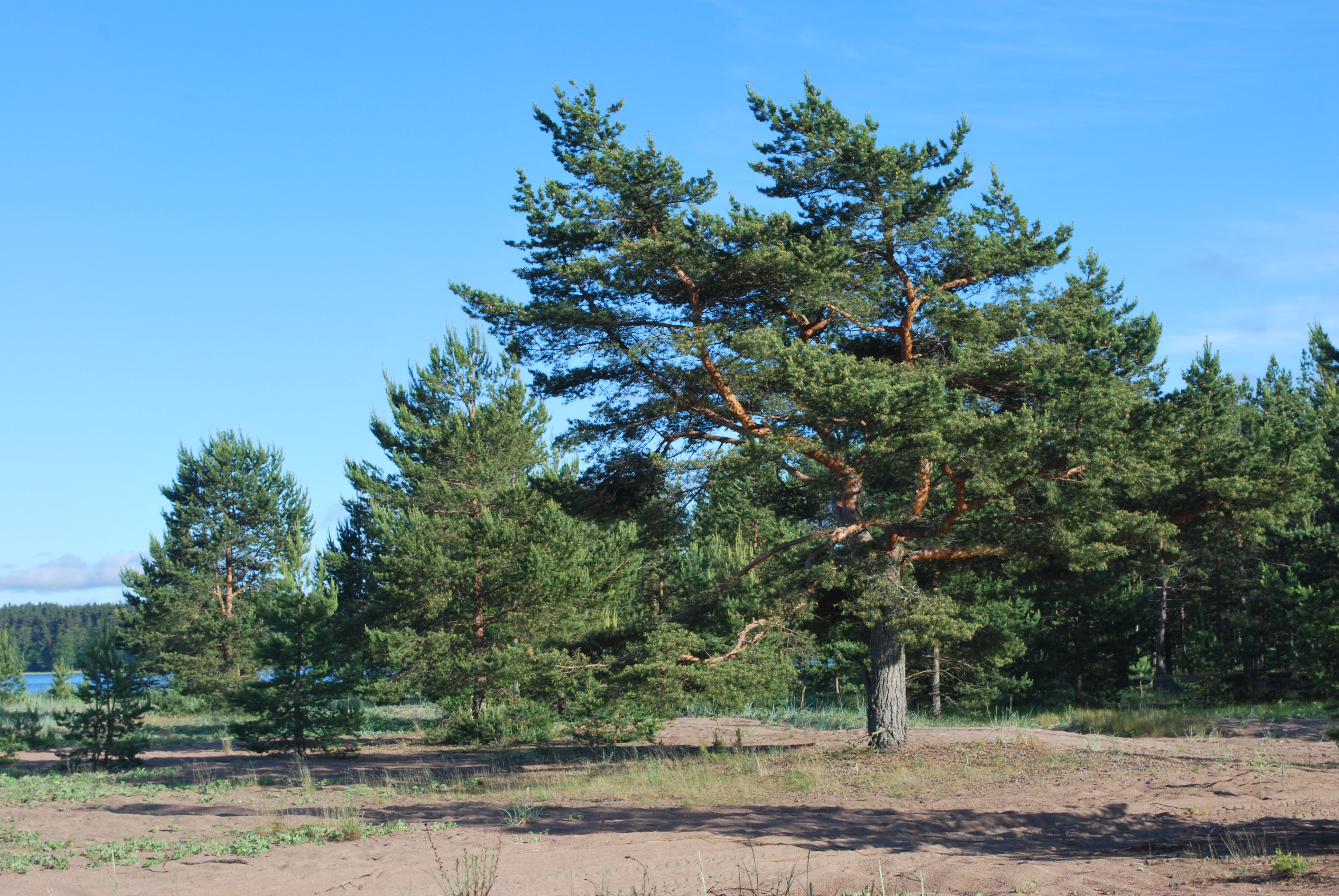
Costa della penisola